# Brusselse wandtapijten

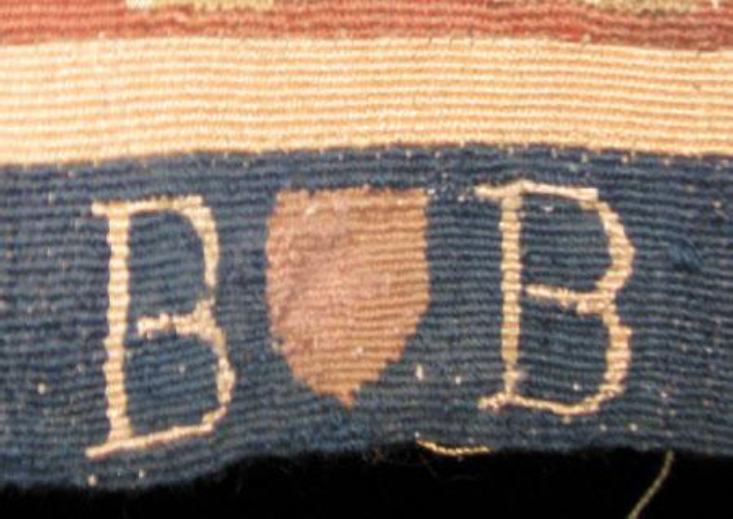
Het Brusselse stadsmerk: een effen rood schild met aan weerszijden een hoofdletter 'B', voor Brabant-Brussel (ca. 1550)

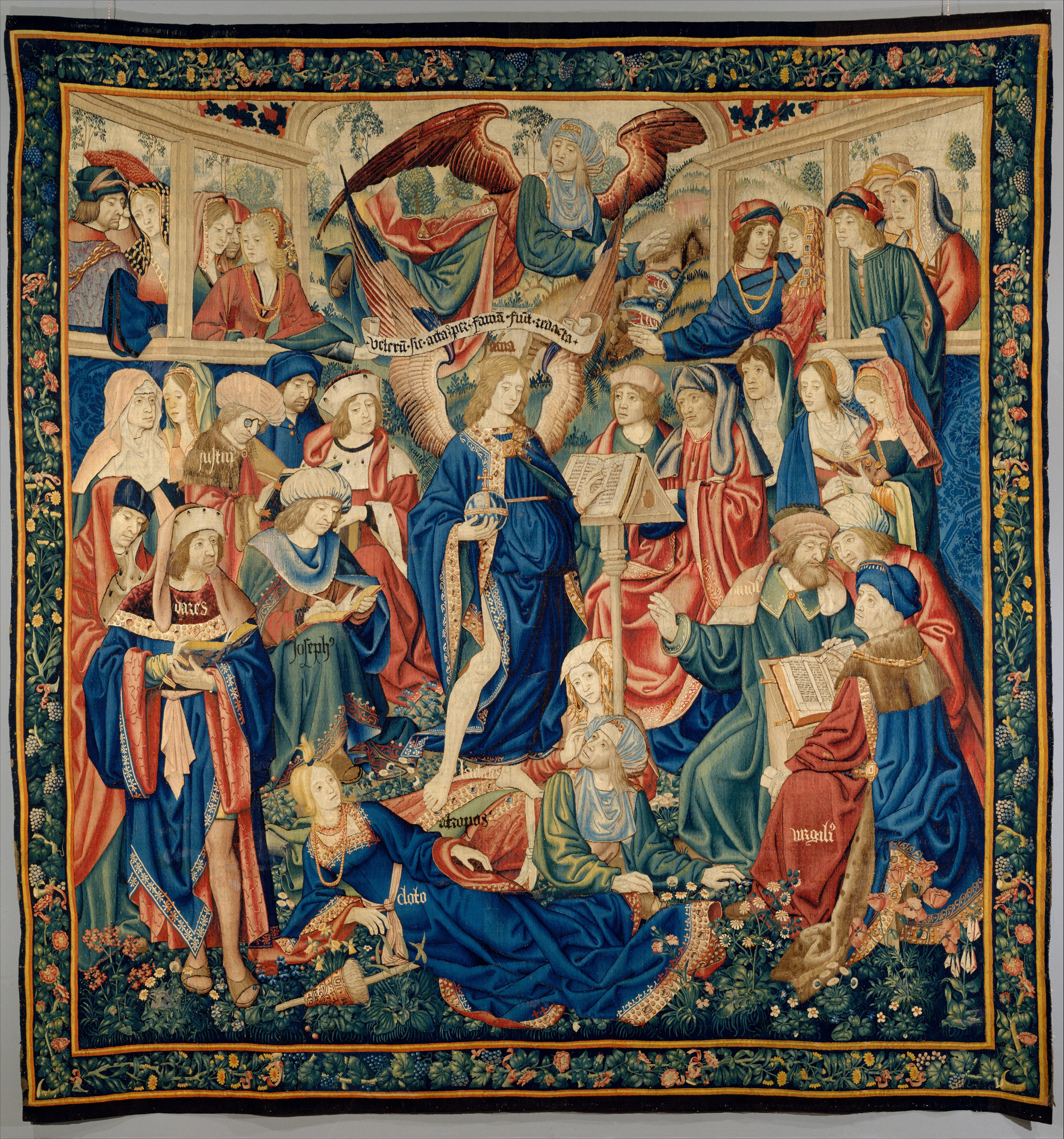
De triomf van de Roem (MET, ca. 1502-04)

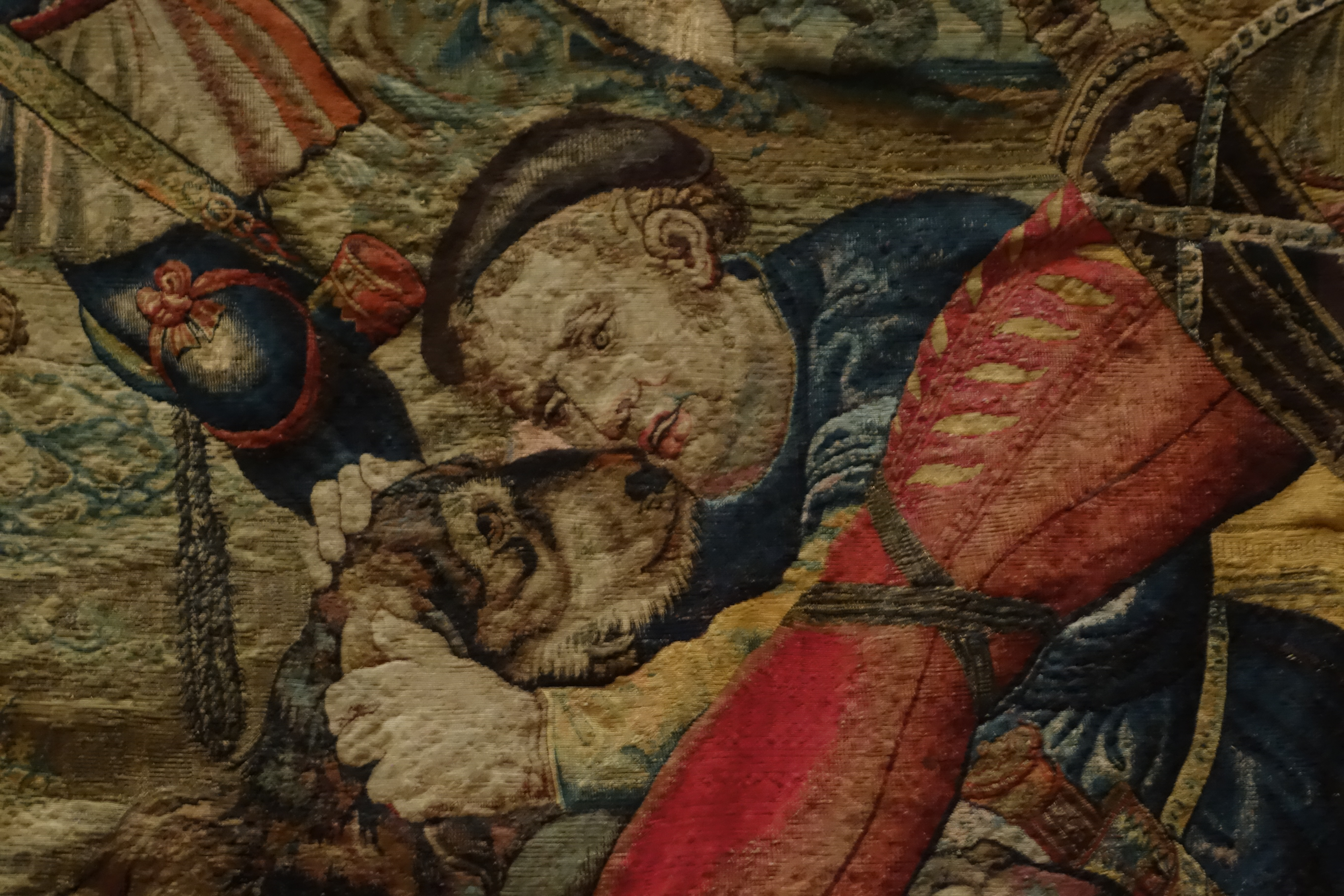
Detail uit het Junitapijt van de Jachten van Maximiliaan (ca. 1531-33)

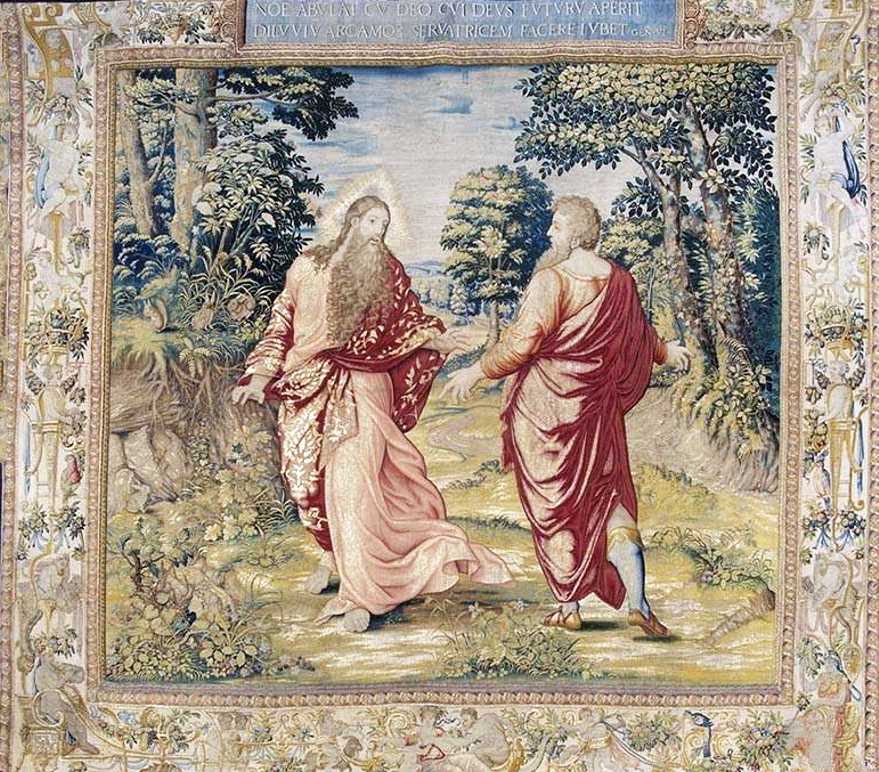
God in gesprek met Noah (Jan de Kempeneer naar Michiel Coxie, ca. 1550)

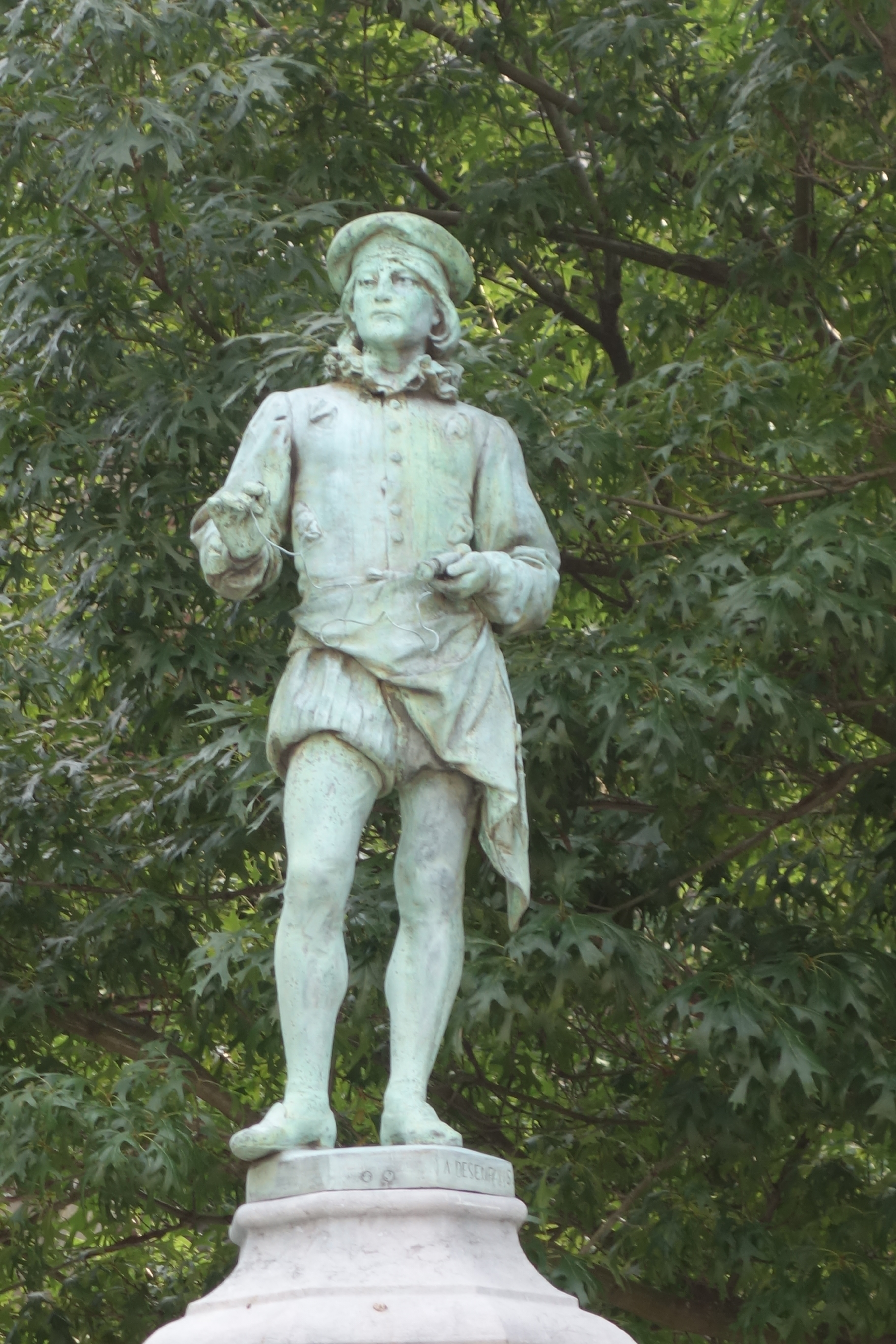

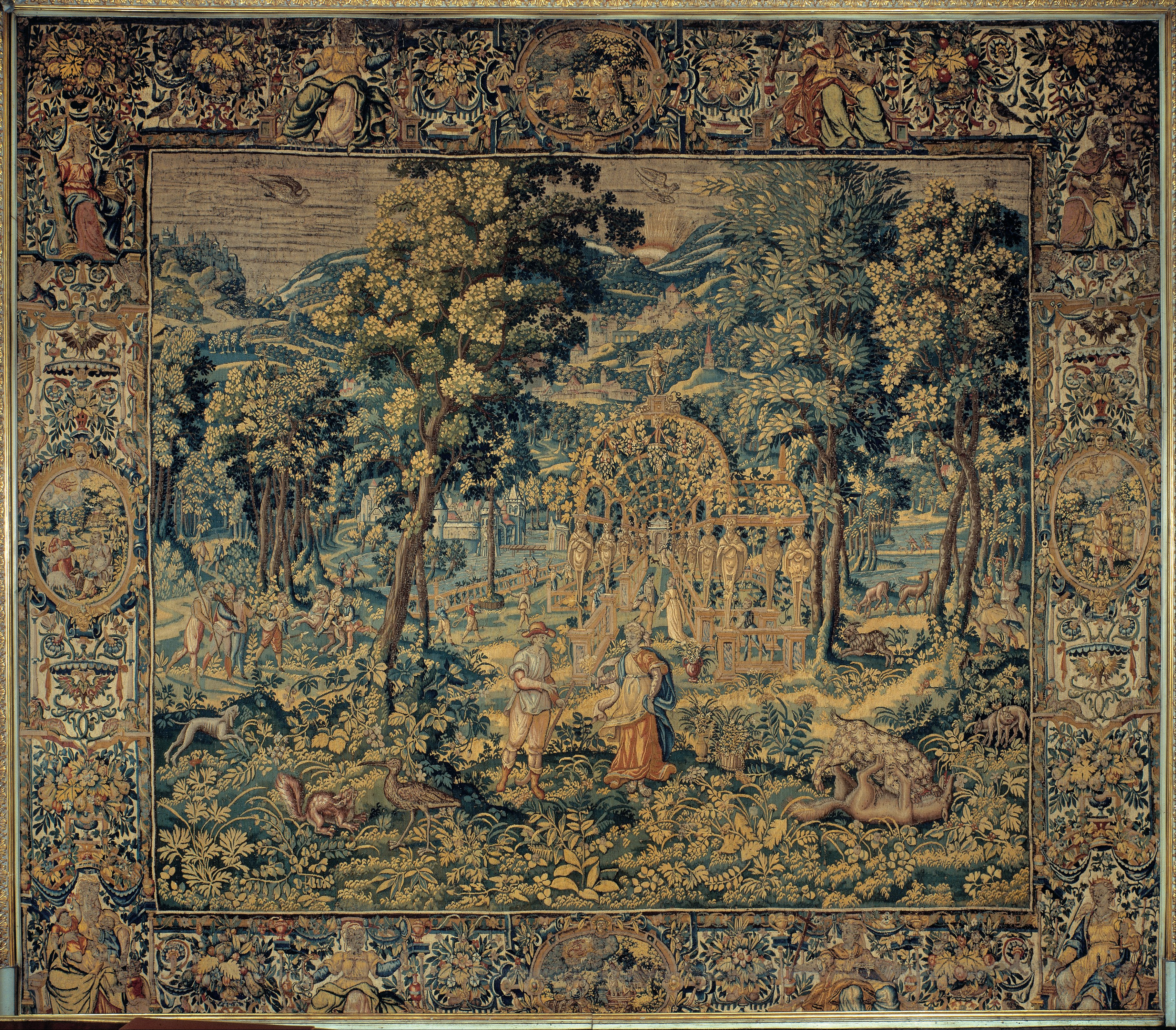
Uit de reeks Vertumnus and Pomona

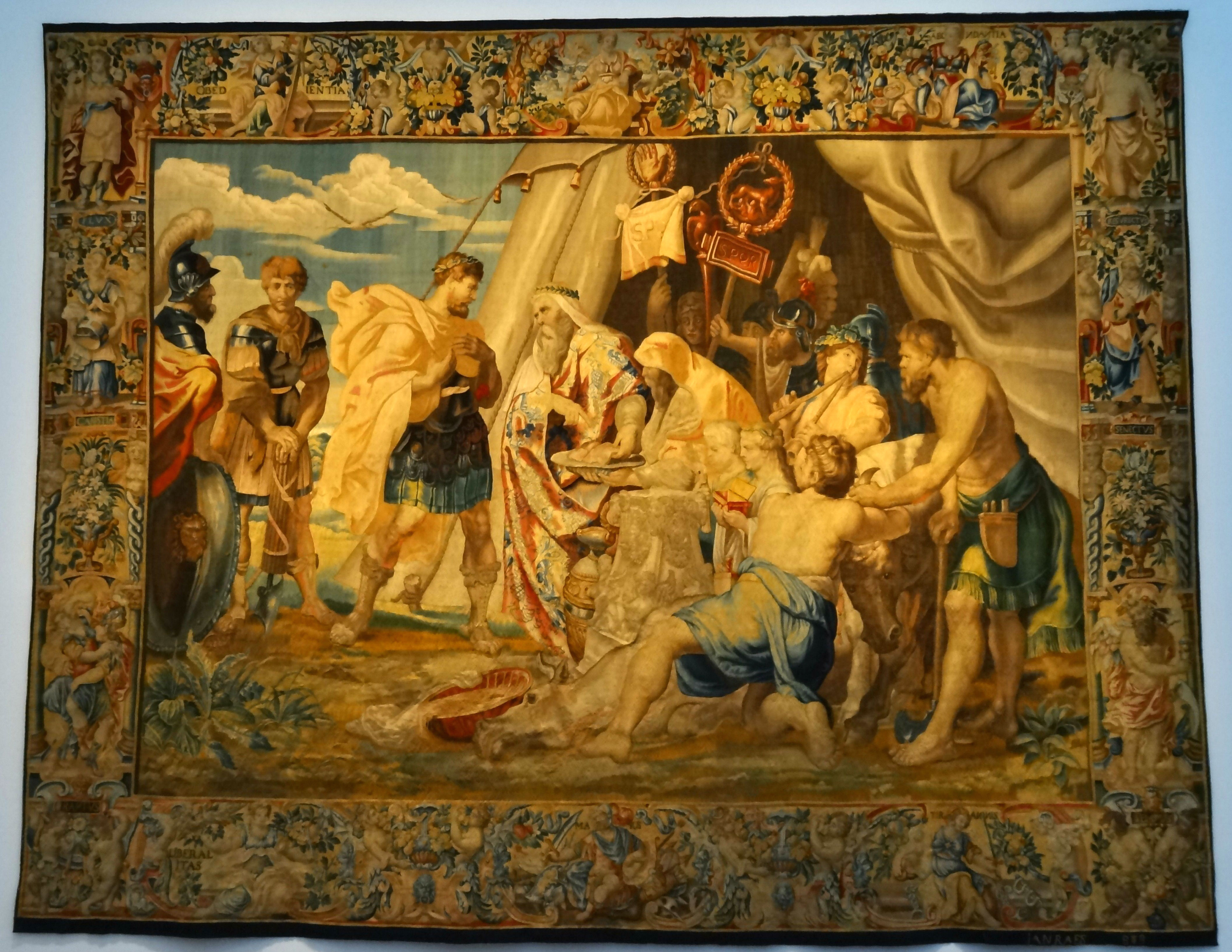
Decius Mus raadpleegt het orakel (Jan II Raeș naar Peter Paul Rubens, ca. 1616)

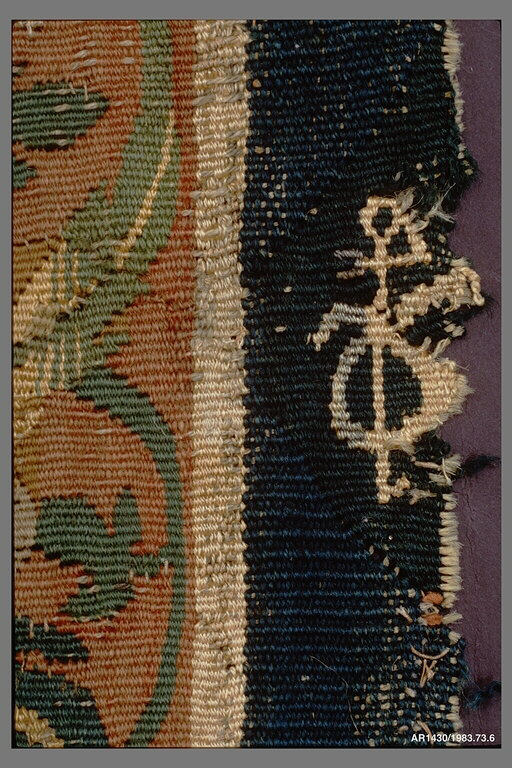
Weversmerk

Van de 14e tot de 18e eeuw was Brussel een productiecentrum voor wandtapijten. Vooral tussen 1480 en 1680 waren de wandtapijten uit Brussel in gans Europa vermaard om hun kwaliteit. Ze werden voortgebracht binnen een verfijnde luxe-industrie die vele duizenden gespecialiseerde vaklieden tewerk stelde.

## Geschiedenis
In de veertiende eeuw was Brussel een van de talrijke plaatsen in de lage landen waar wandtapijten werden vervaardigd. In een akte uit 1321 lezen we voor het eerst over een tapijtwevere. De bloei van de lakenindustrie in de 13e eeuw had voor de juiste ingrediënten gezorgd: gespecialiseerde arbeidskrachten, lokale bereiding van grondstoffen en aansluiting op commerciële netwerken in luxeproducten. Eerder hadden Arras en Doornik eenzelfde evolutie doorgemaakt. In een eerste fase evenaarden de Brusselse wandtapijten nog niet de kwaliteit van die steden, wat zich weerspiegelde in het feit dat de Brusselse tapijtwevers ('legwerkers') binnen de gediversifieerde textielsector een ondergeschikte positie innamen. Ze waren de junior partner van de linnenwevers in het Klein Ambacht, terwijl de wolwevers in het Groot Ambacht de toon aangaven. Allen ressorteerden onder de Lakengilde.
Geleidelijk aan nam het belang van de tapijtwevers toe en kregen ze meer autonomie. Ten laatste in 1416 stonden ze op gelijke voet met het Klein Ambacht waarmee ze gefedereerd waren. Uit 1446 is een lijst bekend van 600 à 700 wolwevers die als legwerker zijn aangemerkt. Ten laatste in 1448 kreeg dit aanzienlijke contingent een zelfstandig ambacht met als patroonheilige Sint-Barbara. Het bleef ondergeschikt aan de machtige lakengilde en behoorde tot de Sint-Laureinsnatie. De eerste statuten van de legwerkers dateren van 7 april 1451 en volgden een klassiek stramien. De meester-legwerkers stelden gezellen en leerlingen tewerk, maar ook goedkope dagloners en onderaannemers.
In de jaren 1470 nam Brussel artistiek en ambachtelijk resoluut het voortouw in de Europese wandtapijtenproductie. De Franse koning Lodewijk XI hielp een handje door in 1477 Arras te veroveren, maar er waren diepere oorzaken aan het werk. Delmarcel beschrijft de sprong naar kwalitatieve verfijning die zich in die tijd voordeed:
De vormen wekken de illusie van de realiteit, hetgeen verkregen werd door een veel fijner weefsel – men telt tot 8 à 12 kettingdraden per centimeter, tegenover de gebruikelijke 6 of 7 voorheen – en ook door een weelde aan rijk materiaal: zijdedraad in grote hoeveelheid, en goud- en zilverdraden die de lichtende delen ophogen en aan het werk een stralende glans verlenen, die men zich moet inbeelden bij het licht van kaarsen of toortsen tijdens nachtelijke feesten. De lichamen krijgen een nieuw volume onder de zware drapé van de gewaden, die nu uitgewerkt worden met zaagtandmotieven. De lichte en de donkere tonen wisselen elkaar hierbij af, wat een diepte-effect bewerkstelligt dat tevoren in het legwerk onbekend was. De vleeskleur van handen en aangezichten wordt aangegeven door subtiele overgangen, zelfs door een gewild verspringen van draden in eenzelfde toon. De natuur ten slotte is overvloedig aanwezig in de prachtige voorgrond bezaaid met bloemen en planten, een vegetatie die herhaald wordt in de boorden, die voor het eerst een geweven lijst vormen rond de taferelen.
Een reglement van 10 juli 1475 voorzag dat de keuring, die in het Sint-Kristoffelgasthuis placht te gebeuren, voortaan in de ateliers zou plaatsvinden. Het stadsmerk werd verplicht gesteld op 16 mei 1528. De Magistraat van Brussel legde het inweven ervan op voor elk stuk groter dan drie ellen. Bovendien moest ook het merk van de wever of opdrachtgever worden aangebracht. Een keizerlijk edict van mei 1544 veralgemeende deze maatregel naar andere productiecentra. De omzetting in Brussel gebeurde op 26 oktober 1546.
De Brusselse wevers richtten mee de Antwerpse Sint-Niklaasgilde op, die van de Scheldestad de voornaamste tapijtmarkt maakte ten koste van Brugge. Een verdere beslissende stap rond deze periode was dat de Bourgondische vorsten Brussel tot hun hoofdstad maakten. Eind vijftiende eeuw nam Brussel definitief de rol van Doornik over als leidend centrum voor luxueuze wandtapijten. Paus Leo X liet Rafaëls ontwerpen voor de Sixtijnse kapel in Brussel weven. Uit de ateliers stroomden composities, vaak monumentaal, waarin de fijnste kleurschakeringen in gedetailleerde patronen werden weergegeven. De alomtegenwoordige gouddraad, vele malen kostelijker dan het weven zelf, getuigde van de puissante rijkdom van het cliënteel.
In de 16e eeuw sloeg de bestrijding van de reformatie wonden in het weefsel van de Brusselse tapijtnijverheid. Vele vooraanstaande figuren hadden protestantse sympathieën, zoals aan het licht kwam in het proces rond Claes van der Elst. Naar de normen van die tijd werden ze licht gestraft, ongetwijfeld door hun goede relaties en economisch belang. In de tweede helft van de 16e eeuw nam de druk van de vervolgingen toe en zochten tapijtondernemers als Nicolas van Orley, Frans Raes, Christiaen Dermoyen of Michiel de Bos veiliger oorden op. Een keizerlijk edict van 1544 dat de kwaliteit reglementeerde, werd in Brussel gretig afgekondigd. Het legde onder meer de activiteit van de afsetters (bijschilders of retoucheurs) aan banden.
Een heropleving kwam er tijdens het Twaalfjarig Bestand (1609–21), toen de barokstijl van Peter Paul Rubens vernieuwing bracht. Hij had in november 1611 beslist om zich in te laten met tapijtontwerp, door in Antwerpen een contract te ondertekenen voor de Geschiedenis van Decius Mus, een reeks die in 1616–18 gerealiseerd werd. Ook de kwaliteitsbewaking bleef een constante zorg. Volgens een akte uit 1622 moesten de segelaers van de tapitseryen afgekeurd werk verbranden.
Van 1660 tot 1730 kende de Brusselse tapijtweverij een tweede renaissance. De Franse invloed liet zich nu gelden. In Blenheim Palace is nog steeds de reeks te zien die John Churchill in 1710 bestelde om zijn overwinning te vereeuwigen, The Victories of the Duke of Marlborough. In 1711 ontstond grote opschudding bij de tapissiers. Jan Brinck, een verversgast in dienst van de grote Leyniersmanufactuur, wilde het quasi-monopolie van zijn werkgever doorbreken door een eigen wolververij te beginnen. Hij vond steun bij de wevers, aangevoerd door Judocus de Vos. In het verversambacht blokkeerde Urbanus Leyniers de aanvaarding van Brinck als meester, maar deze beslissing bleef uiteindelijk niet overeind.
In 1690 brandde het huis Den Wolf op de Grote Markt af. De tapissiers bewaarden er hun schatten en waarschijnlijk ook hun archieven, waar geen spoor van overblijft. Ook het register met weversmonogrammen ging teloor, wat de toeschrijving ernstig heeft bemoeilijkt. Enige jaren later schoten de Fransen de laagstad in puin, waarmee ze ook de tapijtindustrie een zware klap toebrachten. Naast talrijke ateliers verging ook het Tapissiers pandt, een in 1655 ingenomen deel van het stadhuis. Al wat nog overbleef aan kartons en documenten, moet toen verloren zijn gegaan. Het herstel volgde, maar kreeg na enkele decennia een nieuwe knauw met het afbranden van het Koudenbergpaleis (1731). Het aantal ateliers ging nu snel bergaf tot er in 1764 nog maar twee overbleven, met 12 tot 18 arbeiders. De tapijtwevers boorden lucratievere markten aan, zoals vloertapijt, behangpapier en zelfs kant. De laatste overlevende in 1768 was Jacob II van der Borcht. Hij hield het nog vol tot 1794, waarna een einde kwam aan de productie van Brussels wandtapijt.

## Ambachtspatrimonium
De legwerkers hadden een ambachtshuis op de Grote Markt, Op ten Gulden Boem. Hun altaar stond in de Zavelkerk. Begin 17e eeuw verkochten ze de Gulden Boom aan de brouwers en stelden ze zich tevreden met een kamer gehuurd in Den Wolf, het huis van de handboogschuttersgilde. In een stadhuisvleugel richtten ze in 1655 het Tapissierspand in. In de jaren 1690 kreeg het patrimonium van het ambacht een vernietigende klap door de dubbele brand in Den Wolf en in het Tapissierspand.

## Stadsmerk
Minstens sinds 1451 bestond een kwaliteitskeuring waarbij een loden of wassen zegel werd aangebracht op wandtapijten die aan de Brusselse normen voldeden. Goed van buiten de stad dat niet segelensweert was, mocht de vrijdag op de Houtmarkt worden verkocht. Alle andere aangeboden tapijten moesten gewaardeerd en gezegeld worden. Dit bleek na verloop van tijd niet meer voldoende. Andere productiecentra probeerden te freeriden door hun waar voor 'Brussels' te laten doorgaan en Brusselse wevers sjoemelden met de keuring. Om die twee redenen voerde de stadsmagistraat op 16 mei 1528 een nieuw systeem in. In alle tapijten groter dan zes ellen moesten na de keuring twee merken worden ingeweven: het monogram van de verantwoordelijke wever of producent en het stadsmerk van Brussel (twee hoofdletters B – voor Brussel-Brabant – met ertussen een rood schildje). Dit moest toelaten om fraudegevallen te traceren naar de verantwoordelijke wever. Bij edict van 16 mei 1544 breidde keizer Karel V deze Brusselse regeling uit naar de andere tapijtsteden.

## Kartonschilders
Een geschil uit 1476, net wanneer de kwalitatieve sprong plaatsvond, verheldert de rol van de kartonschilders in Brussel. Ze beschuldigden de legwerkers ervan dat ze kartons en tekeningen in houtskool en krijt lieten maken door gezellen van buiten het schildersambacht. Er kwam een compromis uit de bus dat deze praktijk toeliet voor fauna en flora, maar het andere werk, met name de menselijke figuur, voorbehield aan de schilders.
Stadsschilder Rogier van der Weyden was een centrale figuur in de Brusselse tapijtwereld. Na zijn dood in 1464 bleef zijn stijl voortleven als een onderscheidend kenmerk van de 'Brusselse school'. Onder de lokale patroonschilders waren Vrancke van der Stockt, Colijn de Coter en later Jan van Roome, Lenart Knoest, Bernard van Orley, zijn leerlingen Michael Coxcie en Pieter Coecke van Aelst, David Teniers II en Teniers III. De Brusselse ateliers werkten ook rechtstreeks naar grote kunstenaars van buitenaf, zoals Rafaël, Giulio Romano, Peter Paul Rubens en Jacob Jordaens.

## Manufacturen
Zijdehandelaar Bernardo di Zanobi Saliti schatte in 1545 dat de Brusselse tapijtsector 15.000 mensen tewerk stelde. Hierna volgen de meesters-eigenaars van de voornaamste manufacturen in de stad:
Daniël Abeloos · Van Aelst (Pieter I en Pieter II) · Aerts (Nicasius en Jan II) · Albert Auwercx · Van der Borcht (Jan, Gaspard, Peter, Jan-Frans en Jacob II) · Michiel de Bos · Le Clerc (Jan en Jeroen) · Cordijs (Jan en Jacob) · Dermoyen (Christiaan, Willem en Jan) · Eggermans (Daniël I en Daniël II) · Jacques Fobert · Geubels (Frans, Jacques I en Jacques II) · Ghieteels (Jan en Frans) · Jan de Haze · Van den Hecke (Leo, Frans I, Jan-Frans, Frans II en Peter) · Joost van Herzeele · De Kempeneer (Willem en Jan) · van Leefdael (Jan en Willem) · Joris Leemans · Leyniers (Nicolaas, Antoon, Jacob, Everaart I, Everaart II, Gaspard I, Everaart III, Gillis, Jan, Daniël II, Urbanus en Daniël III) · Mattens (Cornelis en Hans) · Jan de Melter · De Pannemaker (Pieter, Willem, Erasmus I, Erasmus II en Frans) · Gerard Peemans · Raes (Jan I, Jan II, Frans en Jan III) · Reydams (Hendrik I en Hendrik II) · Reymbouts (Maarten I, Maarten II, Nicolaas en Frans) · Roelants (Matthijs en Willem) · Cornelis de Ronde · Gerard van der Strecken · Jan van Tieghem · Tons (Jan I, Jan II, Willem, Cornelis en Frans) · Jean-Baptiste Vermillion · de Vos (Marcus, Judocus en Jan-Frans) · Van Zeunen (Jacob en Joos)

## Exemplaren en reeksen (selectie)
- Bewening van Christus (wandtapijt)
- De gerechtigheid van Trajanus en Herkenbald
- Handelingen van de Apostelen (tapijtreeks)
- Geschiedenis van David en Bethsabe
- de Paños de oro
- Jachten van Maximiliaan
- Valoistapijten
- Brusselse wandtapijten naar Jheronimus Bosch
- De geschiedenis van Noah
- Onze-Lieve-Vrouw van de Zavel
- De Judaïsche Oorlogen
- Los Honores
- De verovering van Tunis
- De slag bij Pavia
- De geschiedenis van Decius Mus
- De triomf van de Eucharistie
- Leven van Jezus (Sint-Salvatorskathedraal, Brugge)
- Mozestapijten (Brussel, Maastricht, Neurenberg, Wenen)

## Collecties (selectie)
De koninklijke collectie van de Spaanse kroon bezit de grootste verzameling Brusselse wandtapijten ter wereld. Ze wordt beheerd door het Patrimonio Nacional en is verspreid over meerdere locaties, waaronder:
- La Granja de San Ildefonso
- het Koninklijk Paleis van Madrid
- het Koninklijk Paleis van Aranjuez
- het Escorial
- het Monasterio de las Descalzas Reales

Belangrijke collecties zijn voorts te bezichtigen in:
- de Wawelburcht te Krakau (Jagiellonische wandtapijten)
- de Koninklijke Musea voor Kunst en Geschiedenis te Brussel
- het Kunsthistorisches Museum te Wenen
- het Victoria & Albert Museum in Londen
- het Metropolitan Museum in New York
- de Vaticaanse Musea in Rome
- het Palazzo del Quirinale in Rome
- het Uffizi in Florence (Valoistapijten)
- het Museo degli Arrazi in Marsala

## Voetnoten
1. ↑  Bram Vannieuwenhuyze, 'Allen dengenen die in der stad dienste sijn'. Een overzicht van de stedelijke openbare ambten en diensten in het laatmiddeleeuwse Brussel, 1229-1477, Licentiaatsverhandeling, Universiteit Gent, 2001-2002, p. 102-103. Gearchiveerd op 8 april 2023.
2. ↑  J. Cuvelier, "De tapijtwevers van Brussel in de XVe eeuw", in: Verslagen der Koninklijke Vlaamse Akademie, 1912, p. 373
3. ↑  Gepubliceerd in Alphonse Wauters, Les tapisseries bruxelloises. Essai historique sur les tapisseries et les tapissiers de haute et de basse-lice de Bruxelles, 1878, p. 35-42. Gearchiveerd op 4 november 2021.
4. ↑  Guy Delmarcel, Het Vlaamse wandtapijt van de 15e tot de 18e eeuw, 1999, p. 47
5. ↑  Tekstuitgave: G.T. van Ysselsteyn, Geschiedenis der tapijtweverijen in de Noordelijke Nederlanden, 1936, vol. II, p. 1-21
6. ↑  Sophie Schneebalg-Perelman, "'Le retouchage' dans la tapisserie bruxelloise ou les origines de l'édit impérial de 1544" in: Annales de la Société royale d'Archéologie de Bruxelles, 1961, p. 191-210
7. ↑  Stefano Papetti, Gli arazzi Rubensiani del Museo Diocesano di Ancona
8. ↑  Artikel 9 van de ambachtsstatuten van 1451
9. ↑  toffen, boomen, loef ende gers, vogelen ende beesten dienende tot hueren verdueren, aangehaald in Alphonse Wauters, Les tapisseries bruxelloises. Essai historique sur les tapisseries et les tapissiers de haute et de basse-lice de Bruxelles, Brussel, Julien Baertsoen, 1878, p. 48-49. Gearchiveerd op 4 november 2021.
10. ↑  Brief aan Cosimo de' Medici, april 1545

Laken · Wandtapijten · Schilderijen · Retabels · Kant · Beeldhouwwerk